# Аларды
Аларды (осет. Аларды, от груз. ალავერდობა «Алавердоба») — персонаж осетинской народной религии, дзуар, насылающий оспу и корь на детей.

## Мифология
Аларды представлялся как белое крылатое существо с безобразным лицом. Аларды живёт на небе, на землю спускается по золотой или серебряной лестнице, чтобы наслать на людей болезни. Для того, чтобы его умилостивить, в конце мая отмечался праздник, посвящённый Аларды, которому приносилась жертва в виде белого барашка с просьбой не насылать на людей болезни. Кроме этого, чтобы не накликать гнев Аларды, его называли иносказательно «золотым, светлым дзуаром».
Во всех ущельях Северной Осетии имелись семейные, общесельские святилища, посвящённые Аларды. Наибольшее почитание Аларды было распространено у жителей Закинского и Садонского ущелий. Одной из особенностей почитания Аларды является особенное устройство святилища, фасад которого был направлен в противоположную сторону от селения.
Во время обряда Три пирога, чтобы умилостивить Аларды, возносится обязательный шестой тост в его честь.